# Georg von Egmond

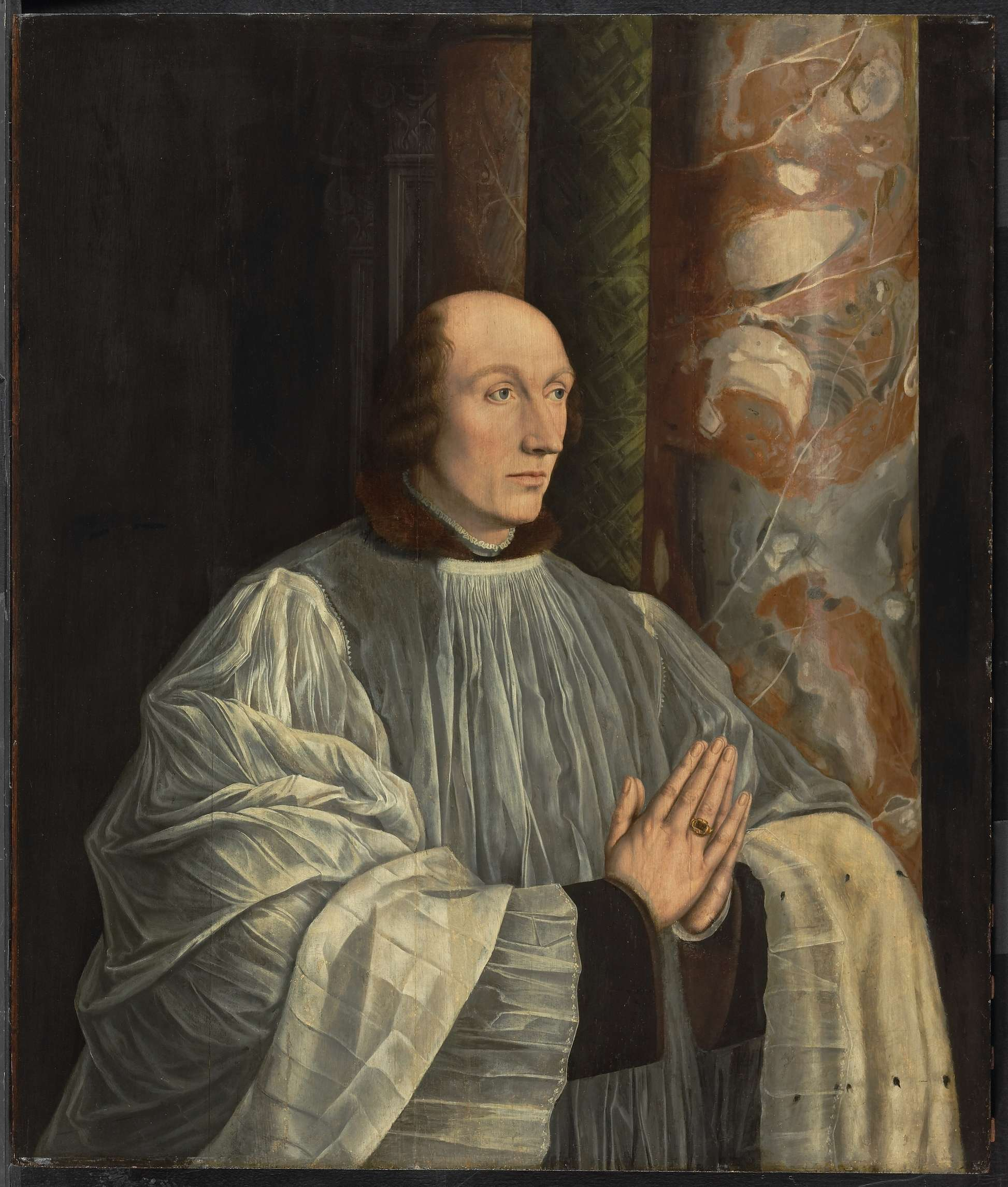
George von Egmond

Georg von Egmond (nl.: Joris van Egmond)  (* um 1504; † 26. September 1559) war von 1534 bis 1559 Bischof von Utrecht.

## Leben
Georg von Egmond stammte aus dem Haus Egmond. Seine Eltern waren Johann III. von Egmond, 1. Graf von Egmond, und Magdalena von Werdenberg (1464–1538), Tochter des Grafen Georg von Werdenberg sowie Cousine von Kaiser Maximilian. 
Egmond trat in den geistlichen Stand ein und wurde 1526 Domherr von St. Lambert in Lüttich. Im Jahr 1534 wurde er Dekan des Lütticher Domkapitels. Diese Position behielt er bis 1543. Karl V. ernannte ihn 1526 auch zum Abt der Abtei Saint-Amand bei Tournai.
Im Jahr 1534 wurde Egmond auf Betreiben des Kaisers Bischof von Utrecht. Die päpstliche Bestätigung erfolgte 1535. Nennenswerte eigene politische Macht hatte er nicht, da das Hochstift Utrecht 1528 in den niederländischen Machtbereich Karl V. übergegangen war. Er war fromm und bemühte sich um kirchliche Reformen. Außerdem förderte er die Wissenschaft und Künste. So war der Dichter Janus Secundus sein Sekretär. Gerard Morinck widmete ihm eine Schrift.
Nach seinem Tod wurde er in Abtei Saint-Amand beigesetzt. Im Dom von Utrecht befindet sich zu seinem Gedenken ein Kenotaph.
Von ihm existieren verschiedene bildliche Darstellungen.